# Auguste Chambonnet
Auguste Léon Chambonnet, né le 6 mai 1888 à Auzances (Creuse) et mort le 15 mai 1974 à Aubusson, est un homme politique français. Député (1936-1938) puis sénateur radical-socialiste (1938-1942) de la Creuse.

## Biographie
Il s'installe comme vétérinaire à Aubusson après la première guerre mondiale. Jusque dans les années cinquante, il exerce différentes fonctions dans le monde agricole. Il enseignera à l'école d'agriculture de Crocq puis à celle d'Ahun pendant plusieurs années.
Il entre en politique à l'occasion des élections municipales de 1929. Il est élu conseiller municipal d'Aubusson. La même année il entre au Conseil général de la Creuse sous l'étiquette radical-socialiste.
Après avoir essuyé un revers à l'élection législative partielle de 1931 face à Camille Benassy (SFIO), il est élu député (circonscription d'Aubusson) en 1936 en tant que candidat radical-socialiste hostile au Front populaire. À la Chambre il intervient sur les questions agricoles et la tapisserie.
En 1938, il est élu sénateur et siège au groupe de la Gauche démocratique. Une élection partielle est organisée afin de pourvoir à son remplacement à la Chambre des députés : un nationaliste, proche du Front paysan, Ernest Sourioux, est élu à l'issue du second tour de scrutin.
Le 10 juillet 1940 Auguste Chambonnet vote, comme ses collègues creusois, les pleins pouvoirs au maréchal Philippe Pétain. Le même jour, il utilise le bureau de Jules Jeanneney pour envoyer des cartes à ses électeurs. L’année suivante, il multiplie les gestes de résistance passive (absence à des cérémonies officielles) ce qui lui vaut plusieurs interrogatoires de la police française.
Fin 1940 il est en contact avec Jules Fourrier, ancien député communiste de Paris replié à Aubusson, avec lequel il forme l'embryon de ce qui deviendra le groupe local de Libération-Sud. Cet engagement lui vaut d'être arrêté le 9 janvier 1944, après avoir été blessé au cours d'un accrochage[réf. nécessaire], interné puis déporté jusqu'en avril 1945.

## Mandats électifs

### Parlementaires
- 1938-1942 : Sénateur de la Creuse
- 1936-1938 : Député de la Creuse

### Mandats locaux
- 1953-1956 : Maire d'Aubusson (démission)
- 1929-1941 : Membre du Conseil général de la Creuse (Canton d'Aubusson)
- 1929-1941 puis 1945-1956 : Conseiller municipal d'Aubusson

## Fonctions diverses
- 1948 :Vétérinaire départemental
- Président puis président d'honneur de la Fédération nationale des déportés et internés résistants et patriotes de la Creuse

## Décorations
- Officier de la Légion d'honneur à titre militaire (1957)[4]
- Croix de guerre (1939-1945) avec palme
- Croix du combattant volontaire de la Résistance
- Médaille de la déportation
- Chevalier du Mérite agricole
- Chevalier de l'Instruction publique